# Зброєзнавство
Зброєзнавство – спеціальна історична дисципліна, яка вивчає як предмети озброєння (ручну зброю, військову техніку та військове спорядження), історичні закономірності їх виникнення, розвитку, використання й поширення, так і закономірності виникнення, розвитку й поширення пов’язаних з їх виробництвом технологій.
Головне завдання зброєзнавства полягає в комплексному вивченні різноманітних предметів озброєння як джерела історичного, а також у подальшій розробці зброєзнавчих методів дослідження.
Джерелами вивчення виступають  зображальні, писемні й усні документи, але основним джерелом залишається сама зброя та предмети озброєння чи їхні залишки.
Як продукт суспільного виробництва, що втілює останні технічні досягнення, предмет обміну й торгівлі, пам’ятник матеріальної культури та мистецтва зброя є носієм історичної інформації, необхідної при вивченні рівня розвитку суспільства, його матеріальної та духовної культури, соціально-економічних, політичних відносин тощо. Зброєзнавство структурно пов’язане і переважно послуговується теоретико-методологічними засадами та методами дослідження джерелознавства історичного, однак передбачає залучення до своїх досліджень також загальноісторичних методів і методів споріднених наук – інших спеціальних історичних дисциплін, археології, історії мистецтв, а також низки точних, природничих та гуманітарних наук.
Сам термін запровадили австрійські та німецькі дослідники зброї. Одним з перших, хто застосував термін "зброєзнавство" був А. Деммін (A. Demmin) у книзі "Історичний розвиток зброї з давніх часів до сьогодення: енциклопедія зброєзнавства" (1869 р.). У російській імперії  термін "оружиеведение" вперше ввів Е. Ленц у 1908 році, визначивши її як самостійну допоміжну історичну науку. В українській історіографії перша характеристика зброєзнавства, як спеціальної історичної дисципліни належить В. Сидоренко. У незалежній Україні, уперше наукове визначення зброєзнавства подано в навчальному посібнику "Спеціальні історичні дисципліни" (К.,1992).
Перші види зброї з'явились у період палеоліту розвинулись із засобів полювання (дерев'яні списи, заточенні камені, тощо.), пізніше в період мезоліту з'являються лук та стріли. У добу неоліту з'являються такі базові види холодної зброї, як кам'яна сокира, булава з кам'яною голівкою, кинджали з каменю і кістки. Із винайденням заліза з'явились елементи захисного спорядження, основні види ручної холодної зброї теж стали металевими. З часом ручна зброя почала відігравати все менш важливу роль у перебігу історії, а військова техніка навпаки — провідну роль у озброєнні армій.